# Аблі Джеллоу
Аблі Джеллоу (англ. Ablie Jallow, 14 листопада 1998, Бундунг) — гамбійський футболіст, правий вінгер французького «Меца» і національної збірної Гамбії.

## Клубна кар'єра
Розпочав грати у футбол на батьківщині в клубі «Реал де Банжул».
У 2016 році під час молодіжного турніру його помітили представники «Женерасьйон Фут», сенегальської команди, пов'язаної з французьким клубом «Мец». В сезоні 2016/17 років він допоміг команді виграти чемпіонат Сенегалу, провівши 18 матчів, забивши 8 голів і віддавши 4 результативні передачі.
Завдяки його хорошим виступам та угоді з французьким клубом, яка передбачає перехід найкращих гравців сенегальської команди до «Мецу», 11 липня 2017 року Джеллоу переїхав до Франції. Дебютував за нову команду 18 серпня 2017 року в грі Ліги 1 проти «Монако». Протягом сезону, який завершився для «Меца» вильотом до Ліги 2, Джеллоу зіграв лише 2 гри. Наступного року він став частіше залучатись до матчів команди, якій допоміг виграти другий дивізіон і повернутись в еліту. В тому ж сезоні Аблі забив свій перший гол у футболці «Меца» в грі Кубка Франції проти «Ланса».
У вересні 2019 року Аблі був відданий в оренду на сезон до клубу Ліги 2 «Аяччо». Після завершення оренди він повернувся до «Меца», але майже одразу знову був відданий в оренду, цього разу у бельгійський «Серен». Там у сезоні 2020/21 посів 2 місце у другому дивізіоні і вийшов з командою вперше в її історії до вищого бельгійського дивізіону.

## Кар'єра у збірній
Джеллоу був капітаном молодіжної збірної Гамбії до 20 років.
20 червня 2015 року дебютував у національній збірній Гамбії у матчі відбору Чемпіонату африканських націй 2016 року проти Сенегалу (1:3). 17 листопада 2018 року він забив свій перший гол за збірну, відзначившись у додатковий час гри відбору на Кубок африканських націй 2019 року, проти Беніну (3:1).
Надалі Аблі був основним гравцем збірної і під час відбору на наступний Кубок африканських націй 2021 року і допоміг своїй збірній вперше в історії вийти на континентальну першість. Там у першому матчі групового етапу з Мавританією Джеллоу забив дебютний гол Гамбії на Кубках африканських націй, який приніс його команді перемогу 1:0.

## Титули і досягнення
- Чемпіон Сенегалу: 2016/17
- Переможець французької Ліги 2: 2018/19